# Utnørdingen
Utnørdingen est une île norvégienne du comté de Hordaland appartenant administrativement à Bømlo.

## Description
Il s'agit d'un amas de rochers épars à fleur d'eau, étalés dans une zone d'environ 7 km de longueur pour une largeur approximative de 5 m. 